# Nueiba
Nueiba (även stavat Nuweiba, (arabiska: نويبع) är en mindre stad på Sinaihalvön i nordöstra Egypten. Staden ligger vid Aqababukten cirka 150 kilometer norr om Sharm el Sheikh och tillhör guvernementet Sina al-Janubiyya (Södra Sinai). Folkmängden uppgår till cirka 3 000 invånare.
Nueiba är en populär turistort för bland annat snorkling och dykning.